# Калманка (приток Чарыша)
Калманка — река в России, протекает в Усть-Калманском районе Алтайского края. Длина реки составляет 68 км, площадь водосборного бассейна 789 км².
Начинается к северо-востоку от села Новотроенка. Течёт в общем северном направлении через населённые пункты Новокалманка и Большевик. Устье реки находится в 84 км по правому берегу реки Чарыш на территории Усть-Калманки.

## Притоки
(от устья)
- Березовый[5] (пр)
- Волчий Лог[5] (пр)
- Солоновка[5] (пр)
- 29 км: Нижняя Калманка[5] (пр)
- 29 км: Ельцовка[5] (лв)
- Землянуха[3] (пр)
- Данилыч[3] (лв)
- Харин[3] (лв)
- Медвежий[3] (пр)
- Смолинка[3] (пр)
- Пихтовка[3] (лв)

## Данные водного реестра
По данным государственного водного реестра России относится к Верхнеобскому бассейновому округу, водохозяйственный участок реки — Обь от слияния рек Бия и Катунь до города Барнаул, без реки Алей, речной подбассейн реки — бассейны притоков (Верхней) Оби до впадения Томи. Речной бассейн реки — (Верхняя) Обь до впадения Иртыша.